# Aissza Mandi
Aissza Mandi (arabul: عيسى ماندي) (Châlons-en-Champagne, 1991. október 22. –) francia születésű algériai labdarúgó, aki védőként játszik. Jelenleg a Real Betis csapatában játszik, valamint az algériai labdarúgó-válogatottban. Franciaországban született algériai szülőktől.

## Statisztika

### Klub
2019. április 29. szerint.
| Klub             | Szezon           | Bajnokság | Bajnokság | Kupa     | Kupa  | Ligakupa | Ligakupa | UEFA     | UEFA  | Összesen | Összesen |
| Klub             | Szezon           | Mérkőzés  | Gólok     | Mérkőzés | Gólok | Mérkőzés | Gólok    | Mérkőzés | Gólok | Mérkőzés | Gólok    |
| ---------------- | ---------------- | --------- | --------- | -------- | ----- | -------- | -------- | -------- | ----- | -------- | -------- |
| Stade de Reims   | 2010–11          | 8         | 0         | 1        | 0     | 1        | 0        | –        | –     | 10       | 0        |
| Stade de Reims   | 2011–12          | 26        | 1         | 0        | 0     | 1        | 0        | -        | -     | 27       | 1        |
| Stade de Reims   | 2012–13          | 29        | 2         | 0        | 0     | 0        | 0        | -        | -     | 29       | 2        |
| Stade de Reims   | 2013–14          | 33        | 0         | 1        | 0     | 2        | 0        | -        | -     | 36       | 0        |
| Stade de Reims   | 2014–15          | 32        | 6         | 0        | 0     | 1        | 0        | -        | -     | 33       | 6        |
| Stade de Reims   | 2015–16          | 32        | 5         | 1        | 0     | 0        | 0        | -        | -     | 33       | 5        |
| Stade de Reims   | Összesen         | 160       | 14        | 3        | 0     | 5        | 0        | 0        | 0     | 168      | 14       |
| Real Betis       | 2016–17          | 26        | 2         | 2        | 0     | –        | –        | –        | –     | 28       | 2        |
| Real Betis       | 2017–18          | 34        | 1         | 1        | 0     | –        | –        | –        | –     | 35       | 1        |
| Real Betis       | 2018–19          | 34        | 1         | 7        | 1     | –        | –        | 6        | 0     | 47       | 2        |
| Real Betis       | Összesen         | 94        | 4         | 10       | 1     | 0        | 0        | 6        | 0     | 110      | 5        |
| Karrier összesen | Karrier összesen | 254       | 18        | 13       | 1     | 5        | 0        | 6        | 0     | 278      | 19       |

### Válogatott
(2019. március 26. szerint)
| Válogatott | Szezon   | Mérkőzés | Gól |
| ---------- | -------- | -------- | --- |
| Algéria    | 2013     | 0        | 0   |
| Algéria    | 2014     | 10       | 0   |
| Algéria    | 2015     | 11       | 0   |
| Algéria    | 2016     | 4        | 0   |
| Algéria    | 2017     | 11       | 0   |
| Algéria    | 2018     | 6        | 1   |
| Algéria    | 2019     | 1        | 0   |
| Összesen   | Összesen | 5        | 0   |